# Renault Monastella
La Monastella è un'autovettura di classe medio-alta prodotta tra il 1928 e il 1932 dalla Casa francese Renault.

## Profilo e caratteristiche
Introdotta al Salone di Parigi nell'ottobre del 1928, la Monastella era la versione lussuosa della Monasix, con la quale condivideva pianale, meccanica e molte altre componenti. A differenza della poco apprezzata Monasix, però, la Monastella vantava una potenza più che raddoppiata, arrivando a erogare 26 CV dal suo piccolo 6 cilindri da 1476 cm³.

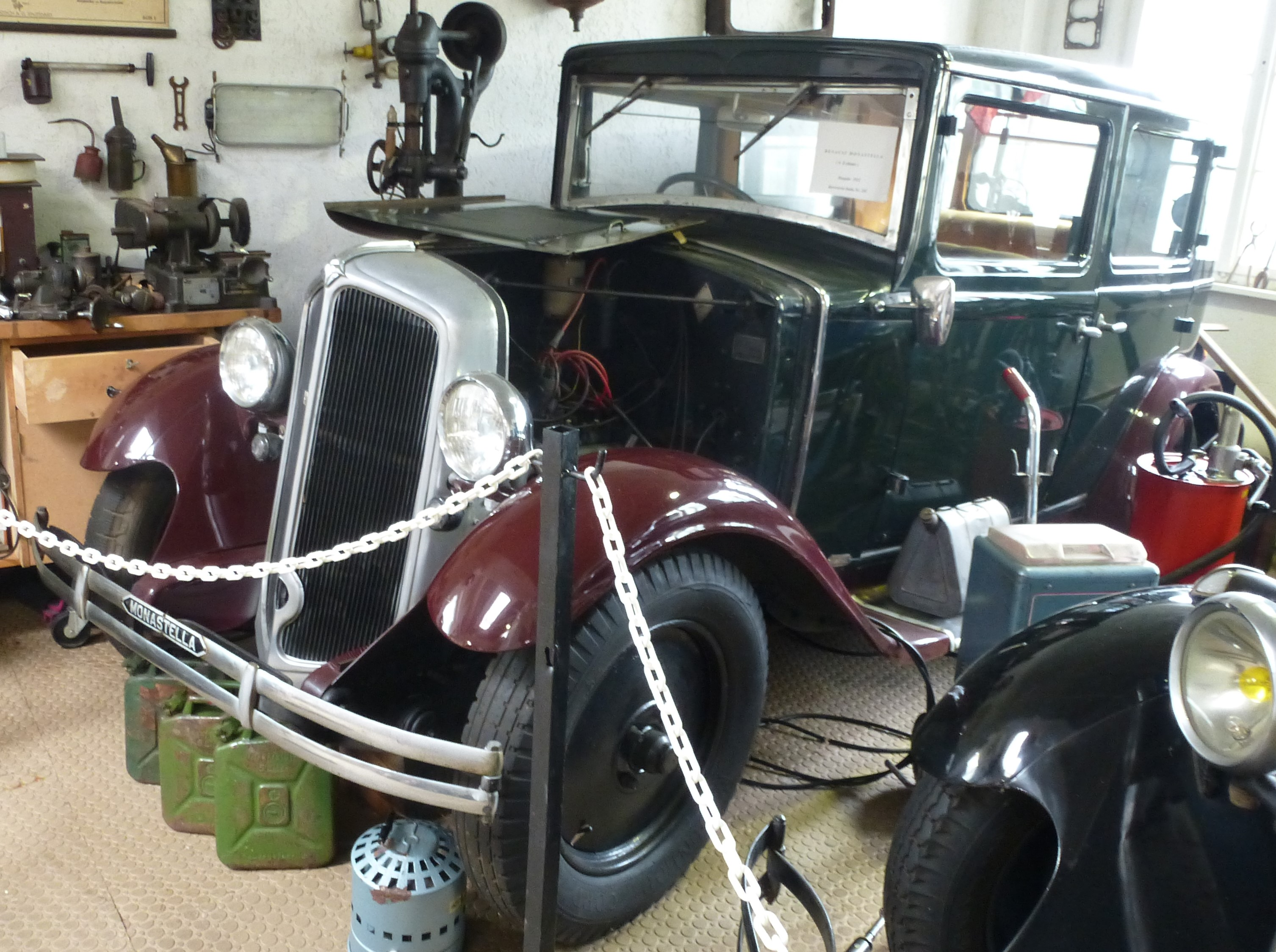
Renault Monastella RY4

Di fatto, tale propulsore di dimensioni così ridotte, con un frazionamento solitamente riservato a vetture di ben più alto lignaggio e che andava a muovere una vettura con un allestimento di lusso realizzato dalla carrozzeria Stella, interna alla Renault stessa, diede alla Monastella il primato di vettura più compatta tra le versioni lusso. Il cambio era a 4 rapporti mentre i freni erano a tamburo. La velocità massima era di 90 km/h. La maggior eleganza della Monastella rispetto alla Monasix si notava per esempio dai vari particolari cromati, dalla possibilità di avere una verniciatura bicolore e dai rivestimenti più ricercati.

Le prime Monastella erano note con la sigla RY1 e differivano dalle successive Monastella per la calandra che ancora non incorporava il radiatore, ancora sistemato dietro al motore secondo l'antica tradizione della Casa, tradizione che di lì a poco sarebbe passata alla storia.

Infatti, già nel 1929, sempre al Salone di Parigi, fu presentata la nuova serie della Monastella, siglata RY2 e caratterizzata appunto dalla nuova calandra con radiatore spostato anteriormente e con griglia a listelli orizzontali. Nel 1930, la Monastella non cambiò la sua sigla di progetto, ma la calandra divenne a listelli verticali. Tra il settembre 1929 e l'aprile 1931 vennero prodotte 2.797 Monastella.

Ma già nel mese di febbraio del 1931, la RY2 venne affiancata dalla terza serie della Monastella, codificata come RY3: tra le modifiche degne di nota va senz'altro segnalato l'aumento di potenza da 26 a 33 CV. La produzione della RY3 cessò dopo pochi mesi, nel settembre dello stesso anno, dopo aver totalizzato 381 esemplari.

L'ultimo passo evolutivo della Monastella si ebbe nel mese di agosto del 1931, quando venne introdotta la RY4, che però propose solo alcuni aggiornamenti di dettaglio. Nell'agosto del 1932 la RY4 venne tolta di produzione dopo essere stata prodotta in 781 esemplari: fu l'ultima Monastella della storia. Il suo testimone venne raccolto dai modelli Primaquatre, già in produzione da un anno, e dalla Celtaquatre, che avrebbe visto la luce solo nel 1934.